# 산상수훈

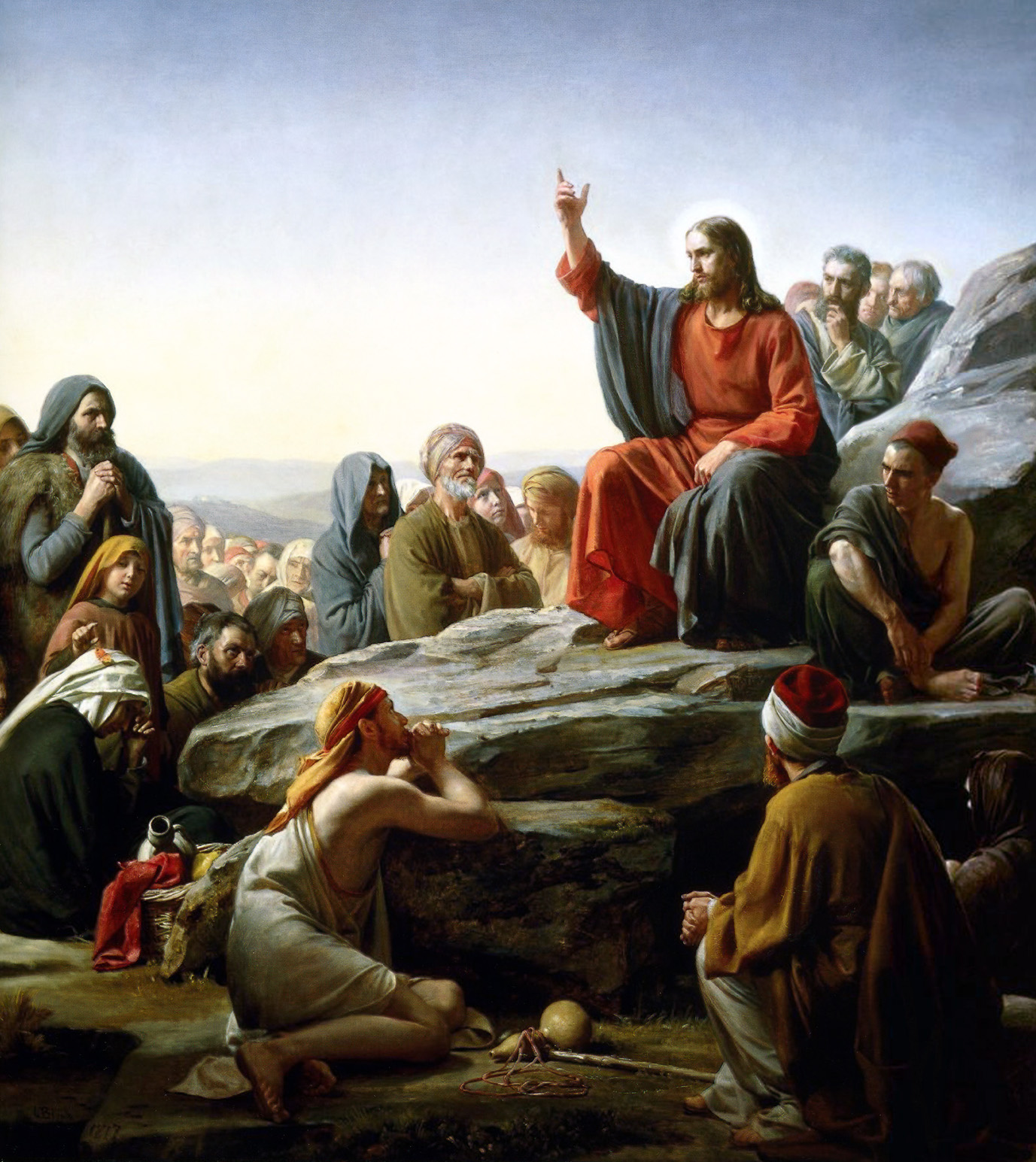
《산상 설교》 - 카를 하인리히 블로흐 작품.

산상수훈(山上垂訓, 라틴어: Sermo montanus, Sermo in monte, 영어: Sermon on the Mount) 또는 산상설교(山上說敎)는 예수 그리스도가 서기(AD) 30년 경에 그의 제자들과 군중들에게 설교한 일을 뜻하는 기독교 용어이다. 일부 현대 기독교인은 카파르나움 근처의 갈릴래아 호수 남쪽 끝에서 설교한 것으로 생각하고 있다. 산상수훈의 내용은 마태오의 복음서 5장에서 7장까지 기록되어 있다. 특히 5장의 첫 부분은 내용은 참행복(진복팔단, 팔복)으로 잘 알려져 있다. 이 설교를 '그리스도교의 대헌장'(Christian Magna Carta, Magna Carta of Christianity)이라고도 부른다.
마태오의 산상수훈은 루카 복음서의 내용과 일치하는 것이 있으나, 전반적으로 보다 상세하게 기술하고 있다. 실례로 “가난한 자는 복이 있다.”라는 루카 복음서 말씀이 마태오 복음서에서는 “마음이 가난한 자는 복이 있다.”라고 표기되어 있는데, 이에 대해 일부 학자들은 마태오 교회 신자들이 경제적으로는 풍족했기 때문이라고 주장하기도 한다. 다시말해 마태오는 부유한 마태오 교회 신자들에게 필요한 것은 마음의 가난이라고 판단했다는 주장이다.
개신교에서는 마태오 복음서를 비롯한 모든 신약성경이 예수님 말씀이 사후에 기록되어 전해진 것으로 인정하고 있으며, 실제 기록자나 저자가 누구인지 문헌이나 기록으로 증명되지 않기 때문에, 각 복음서의 저자를 결정적으로 추정하거나 혹은 명백하게 정의하지 못하고 있다. 따라서 기록자에 얽힌 당대의 정황이나 여러 상황은 성경 해석과 관련하여 공식적인 해설로서 인정하지 않음을 성경마다 명시하고 있다. 산상수훈도 마태가 예수님의 말씀을 기억하면서 직접 기록한 것인지, 다른 사람이 기록한 것인지 명확하지 않다. 더구나 개신교에서는 성경을 특별한 영적 도움을 받아서 기록된 것으로 받아들이고 있기 때문에 산상수훈을 저자에 따라 임의로 해석된 기록으로 보기보다는 예수님의 가르침을 기억에 의존하여 기록된 것으로 인정하고 있다.

## 강해설교자 명단
- 토머스 왓슨 (청교도)
- 제임스 몽고메리 보이스
- 마틴 로이드 존스

## 같이 보기
- 평상 수훈(평지 수훈)
- 참행복(진복팔단, 팔복)
- 마태오 복음서